# 1 Pułk Artylerii Konnej
1 Pułk Artylerii Konnej (1 pak) – oddział artylerii konnej Wojska Polskiego II Rzeczypospolitej.
Na podstawie doświadczeń z wojny polsko–bolszewickiej uznano za korzystne tworzenie dywizji jazdy, w skład których wchodzić miały trzy brygady jazdy, każda z nich w składzie dwóch pułków jazdy oraz pułku artylerii konnej.
Na podstawie zarządzenia szefa Oddziału I Ministerstwa Spraw Wojskowych z 13 lutego 1921 roku, zarządzono formowanie trzech dowództw pułków artylerii konnej.
Dowództwo 1 pułku artylerii konnej organizowano na bazie baterii zapasowej artylerii konnej nr 1 w Górze Kalwarii. Miejscem postoju dowództwa była Warszawa. Formowanie rozpoczęto 18 kwietnia 1921 roku. Dowódcą został ppłk Leon Dunin-Wolski.
Przyjęcie organizacji jazdy opartej na systemie brygadowym spowodowało bezzasadność istnienia dowództw pułków artylerii konnej. W związku z tym z dniem 10 października 1921 roku dowództwo pułku zostało rozwiązane. 

## Struktura organizacyjna
- dowództwo 1 pułku artylerii konnej w Warszawie
- 1 dywizjon artylerii konnej
- 2 dywizjon artylerii konnej
- 5 dywizjon artylerii konnej